# 千鳥 (大田區)
千鳥（日语：／ Chidori */?）是東京都大田區的町名。現行行政地名為千鳥一丁目至千鳥三丁目。2013年8月1日為止的人口有9,749人。

## 地理
位於大田區西南部。北鄰久原、南久原。東與池上之間以第二京濱為界。南部與西部接下丸子、矢口，以環八通為界。
東西向的池上通穿越町內。町域內有東急池上線通過，並設置千鳥町站。車站周邊與幹道沿線多商店與大樓，其餘以住宅地為主。

## 歷史
1968年以前，此地多被稱為調布千鳥町（ちょうふちどりちょう），也是千鳥町站的站名由來。

### 沿革
- 1878年（明治11年）－「郡區町村編制法」施行，為東京府荏原郡峰村。
- 1889年（明治22年）－施行町村制，上沼部村、下沼部村、鵜之木村合併成立調布村，本地為大字峰字千鳥久保（也寫作「千鳥窪」，「千鳥凹」）、橫須賀。
- 1928年（昭和3年）4月1日－調布村施行町制，為東調布町大字峰字千鳥久保、橫須賀。
- 1932年（昭和7年）10月1日－編入東京市，屬大森區，為東調布町大字嶺調布嶺町、調布千鳥町。
- 1947年（昭和22年）3月15日－大森區與蒲田區合併成立大田區。
- 1968年（昭和43年）－實施住居表示。調布千鳥町、調布鵜之木町、池上德持町、久原町、矢口町各一部分合併為現行的千鳥。

### 地名由來
「千鳥」傳聞是因此地鳥類眾多而得名。

## 交通
町域北部有東急池上線千鳥町站。南部可利用鄰近的東急多摩川線武藏新田站與下丸子站。此外也可利用附近的巴士路線。

## 設施
- 大田區立千鳥小學校
- 東京朝鮮第六初級學校
- 千鳥郵便局
- 大田區立千鳥休憩公園（千鳥いこい公園）
- 木村醫院
- 島忠Home Center大田千鳥店

## 備註
1. ↑  .   [2013-08-19]. （原始内容存档于2014-02-18）.

35°34′11.6″N 139°41′39.1″E / 35.569889°N 139.694194°E